# Argiolestes pallidistylus
Argiolestes pallidistylus – gatunek ważki z rodziny Megapodagrionidae.